# 特別啓示
特別啓示（とくべつけいじ、Special revelation）とは、福音派における術語で、キリスト教における救いについての啓示。聖書に啓示されており救贖啓示、あるいは特殊啓示とも呼ばれる。これに対する語が一般啓示である。
特別啓示とは、神の啓示を理解し、救われるために必要な啓示であり、外的事実としての啓示と、みことばの啓示の2つが必要であるとされる。神は特別啓示を与えられ、また、これを歪曲誤伝から守るために書物とされる道を採用されたとされ、ヨハネの黙示録1:11の記述は、聖書全体にあてはめられている。
「「キリストは死なれた」これは歴史である。「キリストは私たちの罪のために死んでくださった。」それは教理である。この二つの要素、絶対に引き離しがたく結びつけられているこの要素なくしては、キリスト教は存在しない。」と、言われている。
一方、自由主義神学（リベラル）では一般啓示と特別啓示の区別を否定する。聖書のみことばによる啓示を否定して、業による啓示を主張し、聖書を人間の著作とするジョン・ベイリーらの見解やルドルフ・ブルトマンの非神話化の主張に対して、聖書信仰に立つ福音派は聖書の客観性、史実性を主張する。イエス・キリストの十字架の死と復活は歴史の中で実際に起こったことであり、教理と不可分に結びつけられている。
カール・バルトはこの理解を取らず、一般啓示と特別啓示の区別を否定して「上から垂直に」啓示がくるという独自の神学を展開し、キリスト一元論と呼ばれることがある。
近代主義ではキリスト教を一歩進んだユダヤ教とみなすことがあるが、岡田稔はその見解を否定し、ユダヤ教は旧約とは異なっており、旧約聖書以後のユダヤ教において、いかなる特別啓示も神学的進歩も、客観的な歴史としての啓示的な意味をもつ事件もなかったと述べている。